# Matrice normale
En algèbre linéaire, une matrice carrée A à coefficients complexes est une matrice normale si elle commute avec sa matrice adjointe A*, c'est-à-dire si
A⋅A* = A*⋅A.
Toutes les matrices hermitiennes, antihermitiennes (en) ou unitaires sont normales, en particulier, parmi les matrices à coefficients réels, toutes les matrices symétriques, antisymétriques ou orthogonales.

## Théorème
Une matrice A est normale si et seulement s'il existe une matrice unitaire U telle que U−1AU soit diagonale.
Ce théorème — cas particulier du théorème de décomposition de Schur — est connu sous le nom de théorème spectral, et les éléments diagonaux de U−1AU sont alors les valeurs propres de A.
Par conséquent, les valeurs singulières d'une matrice normale sont les modules de ses valeurs propres.